# 圣普里瓦
圣普里瓦（法語：Saint-Privat，法語發音：[sɛ̃ pʁiva]）是法国阿尔代什省的一个市镇，属于拉让蒂耶尔区。

## 地理
圣普里瓦（44°37'43"N, 4°24'54"E）面积6.13 平方千米，位于法国奥弗涅-罗讷-阿尔卑斯大区阿尔代什省，该省份为法国东南部内陆省份，北起顺时针与卢瓦尔省、伊泽尔省、德龙省、沃克吕兹省、加尔省、洛泽尔省和上盧瓦爾省接壤。
与圣普里瓦接壤的市镇（或旧市镇、城区）包括：欧布纳、吕萨斯、圣迪迪耶苏索布纳、圣于连迪塞尔、于塞勒、韦索。

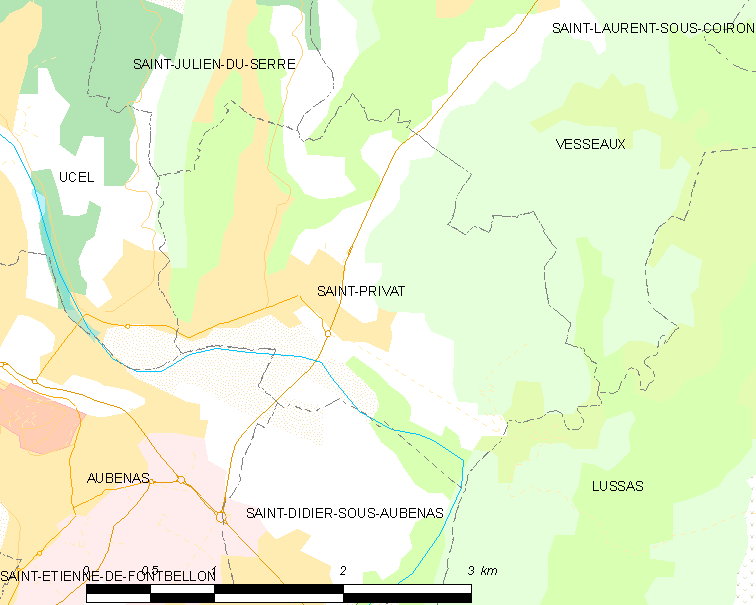
圣普里瓦的OSM定位图

圣普里瓦的时区为UTC+01:00、UTC+02:00（夏令时）。

## 行政
圣普里瓦的邮政编码为07200，INSEE市镇编码为07289。

## 政治
圣普里瓦所属的省级选区为欧布纳第二县。

## 人口

1962-2008年间圣普里瓦人口变化图示

圣普里瓦于2022年1月1日时的人口数量为1664人。